# یوهان موریتس هاوکه
یوهان موریتس هاوکه (به آلمانی: Johann Moritz Hauke) (۲۶ اکتبر ۱۷۷۵ – ۲۹ نوامبر ۱۸۳۰). فرد نظامی با اصلیت آلمانی بود. یوهان که فرزند استاد یک مدرسه آلمانی در ورشو بود، در نزدیکی درسدن در قلمرو ساکسونی به دنیا آمد. 
یوهان از ۱۷۹۰ تا ۱۷۹۳ در آخرین سال‌های استقلال لهستان در ارتش آن کشور خدمت کرد. وی همچنین بعد از آن در ارتش دوک‌نشین ورشو در اتریش، ایتالیا، آلمان و جنگ شبه‌جزیره فعال بود. او در نهایت به ارتش لهستان کنگره پیوست و تا درجه ارتشبد ارتقا پیدا کرد و در سال ۱۸۲۶ به عضویت طبقه اشراف لهستان درآمد. نیکلای اول روسیه او را به عنوان معون وزیر جنگ لهستان کنگره منصوب کرد و در سال ۱۸۲۹ عنوان کنت را به او اعطا کرد.
در سال ۱۸۳۰ در جریان شورش لهستانی‌ها علیه امپراتوری روسیه، در خیابان‌های ورشو با گروهی از شورشیان مواجه شد که در مقابل همسر و فرزندانش او را هدف گلوله قرار داده و کشتند. همسر او نیز کمی بعد درگذشت و فرزندان کوچک‌تر آن‌ها تحت حمایت تزار روسیه درآمدند. سه پسر بزرگ‌تر هاوکه به شورشیان پیوستند و یکی از آن‌ها در سال ۱۸۳۱ در جریان نبردی کشته شد. بعد از پیروزی روسیه و سرکوب شورش‌ها در سال ۱۸۴۱، به دستور تزار ابلیسک بزرگی به یاد هاوکه و پنج ژنرال دیگر ارتش در ورشو برپا شد. این ابلیسک در سال ۱۹۱۷ توسط مردم ورشو پایین کشیده شد.
کوچک‌ترین دختر یوهان، کنتس جولیای هاوکه که ندیمه ملکه روسیه بود، در سال ۱۸۵۱ با شاهزاده الکساندر هسن و راین ازدواج کرد. فرزندان این دو خاندان باتنبرگ را تشکیل دادند. شاهزاده فیلیپ، دوک ادینبرو و فلیپه ششم اسپانیا از نسل جولیا و الکساندر هستند.
از جمله نشان‌هایی که یوهان هاوکه دریافت کرده می‌توان از عقاب سپید، سنت آنا و لژیون دونور نام برد.